# Korfbal League 2005/06
Het Korfbal League seizoen 2005/06 is de 1e editie van de Korfbal League. Deze competitie is de opvolger van de Hoofdklasse, wat hiervoor het hoogste niveau zaalkorfbal was.
De Hoofdklasse werd nu de klasse onder de Korfbal League en dus de 1 na hoogste zaalkorfbalcompetitie.
De Korfbal League 2005-2006 werd zo opgezet; 1 poule met 10 teams. Elk team speelt 1 thuis-en uitwedstrijd tegen elk ander team. Aan het einde van de competitie strijden de nummers 1 t/m 4 volgens het play-offsysteem om een plaats in de zaalfinale. Dit play-off systeem betrof in deze editie nog een simpele knock-out wedstrijd. De winnaars van deze 2 kruisfinales spelen in de zaalfinale, die werd gespeeld in Ahoy, Rotterdam.
Het team dat als laatste eindigde, degradeerde direct terug naar de Hoofdklasse. De Hoofdklasse kampioen promoveert direct naar de Korfbal League van volgend jaar.
De nummer 9 van de Korfbal League moet via 1 promotie/degradatie-duel strijden tegen degradatie. De tegenstander in dit duel is de verliezend Hoofdklasse finalist. Ook dit betreft 1 wedstrijd.

## Teams
In dit seizoen zullen 10 teams deelnemen aan het hoofdtoernooi in de Korfbal League. Vervolgens zullen 4 teams strijden om een finale plek in Ahoy, in de play-offrondes. Daarnaast maken de nummers 1 en 2 van de Hoofdklasse A en B kans om volgend jaar in de Korfbal League te spelen.
| Club                | Plaats      | Coach                |
| ------------------- | ----------- | -------------------- |
| AKC Blauw-Wit       | Amsterdam   | Remco Boer           |
| Deetos/Volhuis      | Dordrecht   | Gert-Jan Kraaijeveld |
| DOS'46              | Nijeveen    | Herman van Gunst     |
| Nic/Expertus        | Groningen   | Taco Poelstra        |
| Fortuna/Tempus      | Delft       | Hans Heemskerk       |
| De Meervogels       | Zoetermeer  | Frits Broers         |
| DOS-WK              | Enschede    | Erik Wolsink         |
| KV Die Haghe        | Den Haag    | Erik Snaphaan        |
| PKC/Café Bar        | Papendrecht | Steven Mijnsbergen   |
| Dalto/Human Network | Driebergen  | Ben Verbree          |

## Seizoen
In de Korfbal League speelt elk team 18 wedstrijden, waarbij er thuis 9 worden gespeeld en 9 uitwedstrijden worden gespeeld.
De nummers 1, 2, 3 en nummer 4 zullen zich plaatsen voor de play-offs, voor een "best of 3". De winnaars tussen de teams zullen zich plaatsen voor de finale in Ahoy, waar ook de A Junioren Finale wordt gespeeld. Echter degradeert de nummer 10 meteen naar de Hoofdklasse. De nummer 9 zal het opnemen tegen de verliezend finalist van de promotie playoffs.
| pos | club                | gs | w  | g | v  | pnt | dv  | dt  | dt  |
| --- | ------------------- | -- | -- | - | -- | --- | --- | --- | --- |
| 1.  | PKC/Café Bar        | 18 | 15 | 1 | 2  | 31  | 394 | 313 | +81 |
| 2.  | DOS'46              | 18 | 11 | 3 | 4  | 25  | 400 | 335 | +65 |
| 3.  | Fortuna/Tempus      | 18 | 10 | 3 | 5  | 23  | 364 | 350 | +14 |
| 4.  | Dalto/Human Network | 18 | 9  | 3 | 6  | 21  | 397 | 371 | +26 |
| 5.  | Deetos/Volhuis      | 18 | 7  | 2 | 9  | 16  | 357 | 384 | −27 |
| 6.  | AKC Blauw-Wit       | 18 | 6  | 2 | 10 | 14  | 418 | 407 | +11 |
| 7.  | KV Die Haghe        | 18 | 6  | 2 | 10 | 14  | 336 | 361 | −25 |
| 8.  | DOS-WK              | 18 | 5  | 3 | 10 | 13  | 342 | 395 | −53 |
| 9.  | Nic/Expertus        | 18 | 5  | 3 | 10 | 13  | 320 | 349 | −29 |
| 10. | De Meervogels       | 18 | 4  | 2 | 12 | 10  | 335 | 398 | −63 |

## Play-offs en Finale
|  | Halve finale | Halve finale        | Halve finale |    |        | Finale              | Finale | Finale |
|  |              |                     |              |    |        |                     |        |        |
|  | 1            | PKC/Café Bar        | 19           |    |        |                     |        |        |
|  | 4            | Dalto/Human Network | 22           |    |        |                     |        |        |
|  | 4            | Dalto/Human Network | 22           |    | 4      | Dalto/Human Network | 19     |        |
|  |              |                     |              |    | 4      | Dalto/Human Network | 19     |        |
|  |              | 2                   | DOS'46       | 29 |        |                     |        |        |
|  | 2            | 2                   | DOS'46       | 29 | DOS'46 | 19                  |        |        |
|  | 2            |                     |              |    | DOS'46 | 19                  |        |        |
|  | 3            | Fortuna/Tempus      | 17           |    |        |                     |        |        |

| Kampioen van Nederland |
| ---------------------- |
| DOS'46 Eerste Titel    |

## Promotie
Directe promotie naar de Korfbal League vindt plaats door middel van een kampioenswedstrijd tussen de kampioen van Hoofdklasse A en B.
| Hoofdklasse Finale |               |    |
|                    |               |    |
| H1                 | Koog Zaandijk | 16 |
| H2                 | KVS           | 12 |

Koog Zaandijk promoveert hierdoor direct naar de Korfbal League 2006/07

## Promotie/Degradatie
De nummer 9 van de Korfbal League speelt na de Hoofdklasse Finale een play-down wedstrijd tegen de verliezend Hoofdklasse finalist.
De winnaar van deze wedstrijd zal acteren in Korfbal League 2006/07
| Play-down |               |    |
|           |               |    |
| KL9       | Nic./Expertus | 15 |
| H2        | KVS           | 11 |

Hierdoor blijft Nic./Expertus actief in de Korfbal League en degradeert niet.

## Prijzen
In dit seizoen waren dit de spelers die deze awards kregen toegewezen:
| Award                 | Winnaar                   | Club   |
| --------------------- | ------------------------- | ------ |
| Beste Speler          | André Kuipers             | DOS'46 |
| Beste Speelster       | Mady Tims                 | PKC    |
| Beste Coach           | Herman van Gunst          | DOS'46 |
| Beste Arbitrage       | Marcel Luttik & Joeri Kok |        |
| Beste Talent          | Peter Lageweg             | DOS'46 |
| Beste Talente         | Suzanne Struik            | PKC    |
| Spectaculairste Ploeg |                           | Dalto  |

## Topscoorders
| Categorie              | Winnaar     | Club  | Gescoord aantal goals |
| ---------------------- | ----------- | ----- | --------------------- |
| Topscoorder mannelijk  | Bob de Jong | Dalto | 143                   |
| Topscoorder vrouwelijk | Mady Tims   | PKC   | 87                    |

## Trivia
- Dit was het eerste seizoen van de zogenaamde " Korfbal League", een nieuwe opzet van de beste korfbalcompetitie in de zaal.
- In het zaalseizoen ervoor, 2004-2005 bestond de zaalcompetitie uit 2 Hoofdklasse poules van elk 8 teams. De bond moest van 16 teams terug naar 10 en dit had het gevolg dat in seizoen 2004-2005 de onderste 3 teams degradeerden en dat er geen enkel team promoveerde naar het hoogste niveau
- Dit was slechts het 2e seizoen waarin werd gespeeld met de kunststof korf, die werd geïntroduceerd in seizoen 2004-2005.